# Villeneuve-Frouville
Villeneuve-Frouville ist eine französische Gemeinde mit 65 Einwohnern (Stand: 1. Januar 2022) im Département Loir-et-Cher in der Region Centre-Val de Loire. Sie gehört zum Kanton La Beauce und zum Arrondissement Blois. 

## Lage
Der Ort liegt rund 22 Kilometer nördlich des Stadtzentrums von Blois.
Die Gemeinde grenzt im Norden an Oucques La Nouvelle, im Osten an Saint-Léonard-en-Beauce und Maves (Berührungspunkt der drei Gemeinden) sowie im Süden und Westen an Boisseau.

## Bevölkerungsentwicklung
| Jahr      | 1962 | 1968 | 1975 | 1982 | 1990 | 1999 | 2007 | 2017 |
| --------- | ---- | ---- | ---- | ---- | ---- | ---- | ---- | ---- |
| Einwohner | 110  | 105  | 89   | 77   | 70   | 70   | 72   | 61   |